# Europese weg 572
De Europese Weg 572 of E572 is een Europese weg die loopt van Trenčín in Slowakije naar Žiar nad Hronom in Slowakije.

## Algemeen
De Europese weg 572 is een Klasse B-verbindingsweg en verbindt het Slowaakse Trenčín met het Slowaakse Žiar nad Hronom en komt hiermee op een afstand van ongeveer 100 kilometer. De route is door de UNECE als volgt vastgelegd: Trenčín - Žiar nad Hronom.

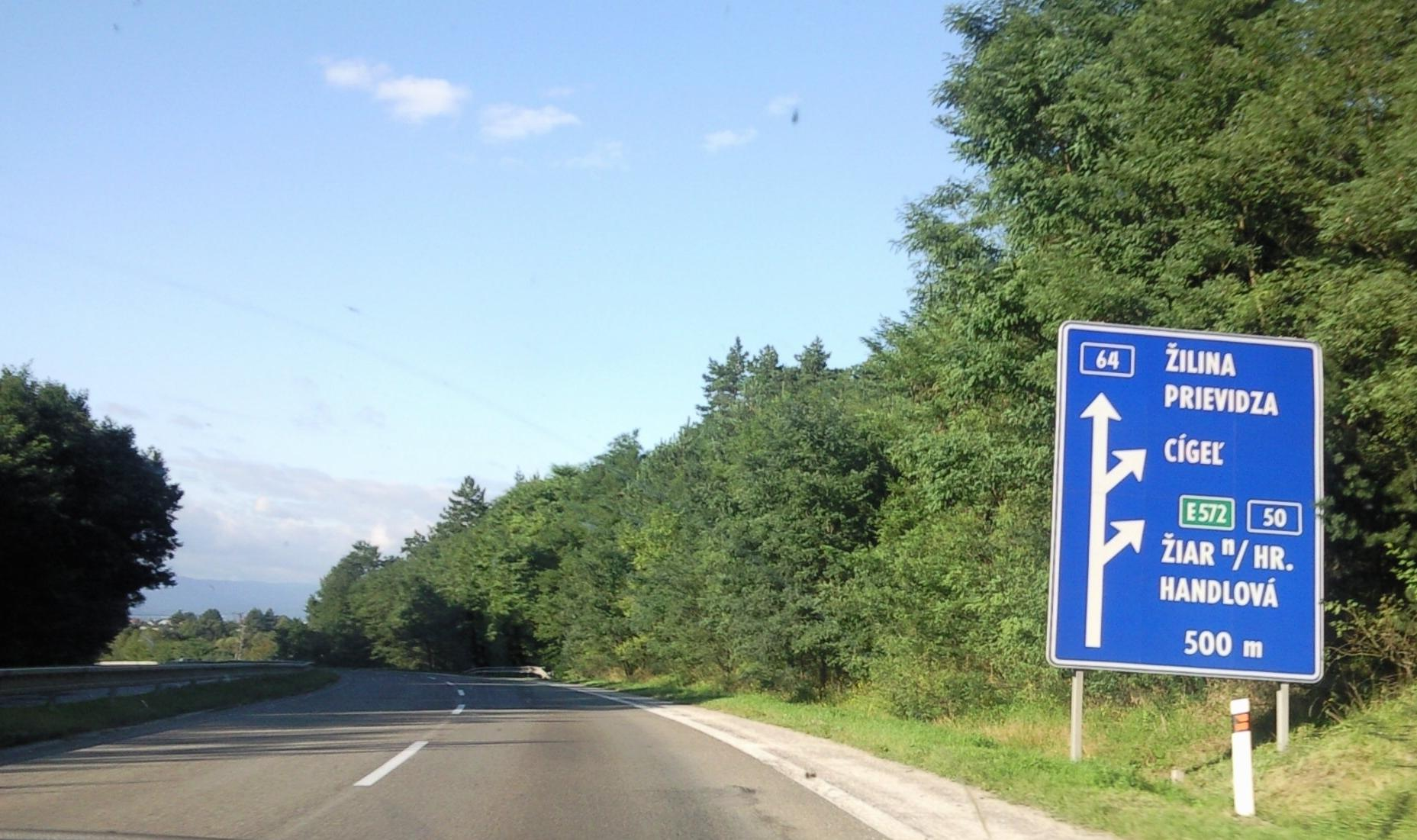